# Couvent des Clarisses de Roubaix
Le couvent des Clarisses est un ancien couvent de religieuses clarisses situé à Roubaix dans le département du Nord. Il se trouve dans le quartier de l'Épeule, non loin de l'église du Saint-Sépulcre. Il est inscrit à l'inventaire supplémentaire des monuments historiques depuis 2010, ainsi que l'ancienne école Sainte-Claire attenante.

## Histoire
En 1857, après avoir évité une catastrophe de justesse dans son usine, l'industriel Henri Desclée (1802-1873), pionnier de l'industrie du gaz d'éclairage, fait vœu d'installer une communauté de religieuses contemplatives à Roubaix. Le couvent, financé en majorité par la fille d'Henri Desclée et les actionnaires, est construit de 1874 à 1876 par le baron Jean-Baptiste Bethune, futur auteur des plans de l'église Saint-Joseph. L'école de filles Sainte-Claire est construite en premier, selon la volonté du maire, le quartier de l'Épeule n'en possédant pas jusqu'alors. Neuf clarisses (six cloîtrées et trois externes) s'installent au couvent en juin 1876 en provenance de Tournai et leur couvent est dédié à la Sainte-Trinité. L'école de filles est tenue par les trois sœurs externes dès la rentrée d'octobre 1877, avec deux cents élèves. Elles sont menacées une première fois d'expulsion en 1880, mais les protestations locales empêchent les autorités d'exécuter cette mesure. Elles sont expulsées pour de bon par les lois anticléricales de Waldeck-Rousseau de 1903 et doivent se réfugier à Renaix en Belgique. Cependant deux sœurs externes se sécularisent à la demande du curé de la paroisse, afin d'assurer le patronage et le catéchisme de l'école. Mais malgré un procès de la famille Desclée se déclarant propriétaire du couvent, l'État confisque l'ensemble et le met en vente. Il est racheté en 1906 par l'industriel roubaisien Jules Masurel. L'école Sainte-Claire rouvre et le couvent est transformé en école technique.

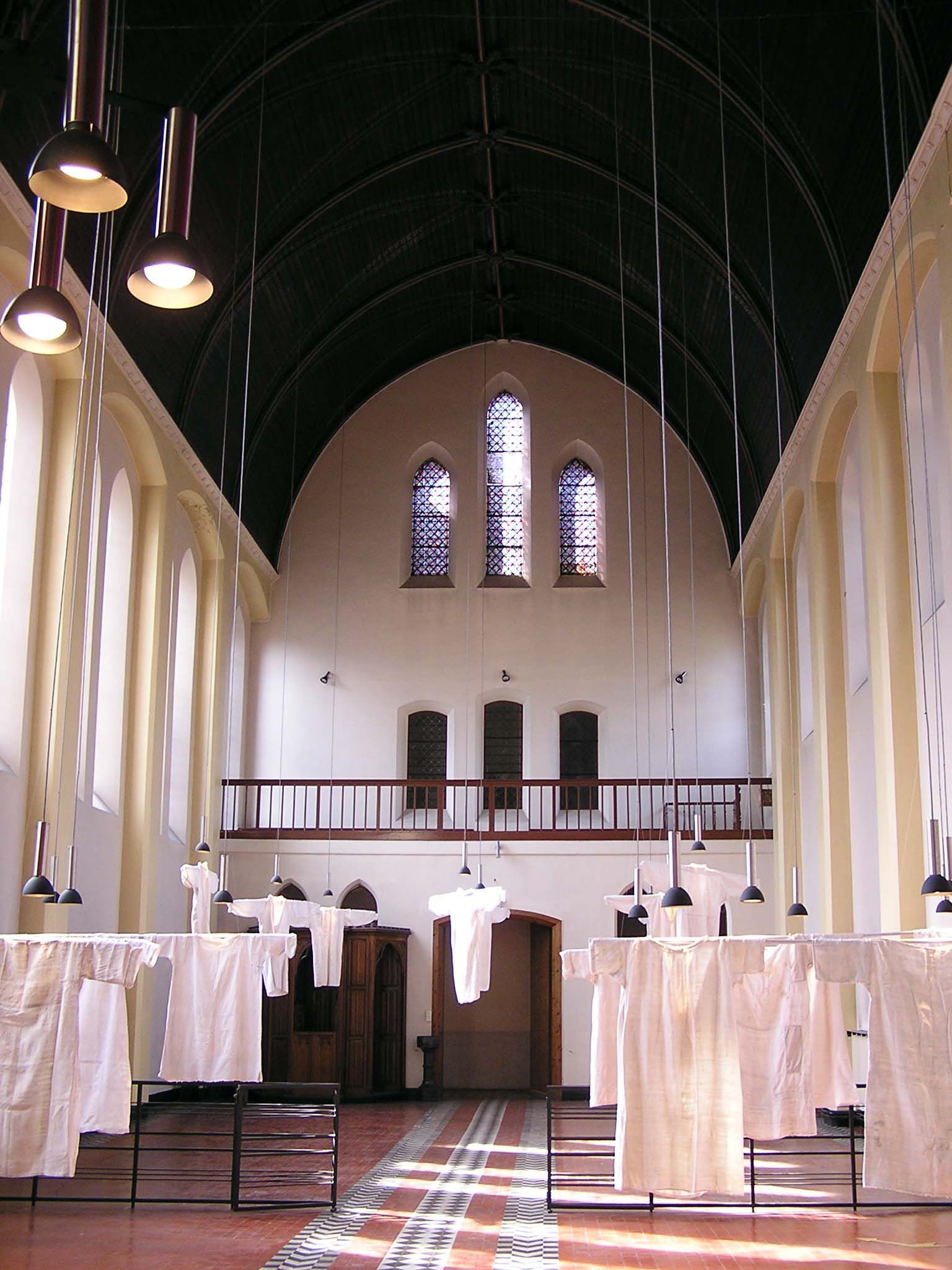
Vue de la tribune de l'ancienne chapelle du couvent.

Les clarisses obtiennent le droit de revenir en 1923. Les vocations affluent, à tel point qu'une fondation est faite en 1935 au Tonkin,. L'école et le couvent deviennent un fleuron du syndicalisme chrétien dans l'entre-deux-guerres. Après la guerre, le pic est atteint avec quatre-vingt-sept sœurs. En 1996, la communauté accueille les clarisses de Cambrai dont le couvent ferme. Les clarisses, faute de vocations, quittent leur couvent en mai 2008 et l'école ferme en juin 2008; les quatre religieuses qui subsistent partent pour la communauté de Vandœuvre-lès-Nancy. La ville de Roubaix achète l'ensemble en 2009. Le maire de Roubaix, Guillaume Delbar, annonce en octobre 2016 en faire un lieu du « zéro déchet et d'économie circulaire ». Ce projet concerne en fait l'ancienne école Sainte-Claire et une partie du monastère. La chapelle serait dédiée à des conférences et des ateliers.
En janvier 2019, la Ville de Roubaix lance un appel à projets afin de trouver une association capable d'animer les lieux mais aussi d'assurer une programmation autour de la transition écologique. En octobre 2019, il est annoncé que Zerm, collectif d'architecture roubaisien, remporte cet appel à projets en partenariat avec l'association Yes We Camp. Baptisé Saisons Zéro, le projet développé est décrit comme un "laboratoire de la frugalité appliqué" et une "expérience d'intervention alternative sur le patrimoine" où l'on teste "au quotidien des techniques pratiques, économiques et simples pour répondre aux besoins essentiels du logement, du travail, de la fête et de la cohabitation".

## Description
L'édifice de briques est de style néogothique. Il s'inscrit dans un rectangle dont la chapelle coiffée d'un petit clocheton marque un côté. Au milieu du cloître se trouve une statue de saint François. L'école Sainte-Claire est attenante au sud.